# Baidakove, Onufriivka
Baidakove (în ucraineană Байдакове) este un sat în comuna Omelnîk din raionul Onufriivka, regiunea Kirovohrad, Ucraina.

## Demografie
Componența lingvistică a localității Baidakove
     Ucraineană (91,38%)
     Rusă (6,9%)
     Alte limbi (0,86%)
Conform recensământului din 2001, majoritatea populației localității Baidakove era vorbitoare de ucraineană (91,38%), existând în minoritate și vorbitori de rusă (6,9%).